# Oisterwijk
Oisterwijk és un municipi de la província del Brabant del Nord, al sud dels Països Baixos. L'1 de gener del 2009 tenia 25.722 habitants repartits sobre una superfície de 65,11 km² (dels quals 1,21 km² corresponen a aigua). Limita al nord amb Haaren, a l'oest amb Tilburg, a l'est amb Boxtel i al sud amb Hilvarenbeek i Oirschot.
Oisterwijk va rebre drets de ciutat el 1230. Part del municipi d'Oisterwijk inclou l'«Oisterwijkse Bos en vennen» (boscos i petits llacs d'Oisterwijk) i el 'Kampina'. Tots dos són reserves de gran bellesa natural. Les reserves són propietat i mantingudes per l'associació Vereniging Natuurmonumenten.

## Centres de població
- Oisterwijk: 19.524 h
- Moergestel: 5.959 h
- Heukelom: 264 h

## Política
| Partit                              | 1998 | 2002 | 2006 |
| PrO¹                                | (4)  | (4)  | 7    |
| *GroenLinks                         | 1    | 2    | -    |
| *Partit del Treball (Països Baixos) | 2    | 1    | -    |
| *D66                                | 1    | 1    | -    |
| CDA                                 | 4    | 4    | 4    |
| Algemeen Belang                     | 5    | 6    | 4    |
| Gemeente Belangen                   | 4    | 4    | 3    |
| VVD                                 | 4    | 3    | 3    |
| Total                               | 21   | 21   | 21   |

| Partit            | 1998   | 2002   | 2006 |
| PrO               | (20,1) | (23,2) | 30,0 |
| *GroenLinks       | 7,7    | 11,3   | -    |
| *PvdA             | 8,1    | 7,8    | -    |
| *D66              | 4,3    | 4,1    | -    |
| CDA               | 17,0   | 16,2   | 19,1 |
| Algemeen Belang   | 24,3   | 25,9   | 18,6 |
| Gemeente Belangen | 18,7   | 19,4   | 17,0 |
| VVD               | 19,9   | 15,3   | 15,3 |
| Participació      | 60,3   | 63,1   | 59,0 |